# ×××HOLiC
×××HOLiC (jap. ホリック, horikku) ist eine fortlaufende Manga-Serie der Gruppe Clamp, die sich dem Seinen- und Horror- oder Mystery-Genre zuordnen lässt. Das Werk wurde auch als Anime, Light Novel und Hörspiel umgesetzt.

## Handlung
Der Junge Kimihiro Watanuki (四月一日君尋) hat die ererbte Fähigkeit, Geister zu sehen und wird deshalb ständig von ihnen verfolgt. Als er eines Tages wieder auf der Flucht vor ihnen ist, berührt er zufällig eine Mauer, woraufhin die Geister verschwinden. Die Mauer begrenzt das Anwesen von Yuko Ichihara (壱原 侑子), der Hexe der Dimension. Dort betreibt sie ein Geschäft, in dem man Wünsche erfüllt bekommt, wenn man bereit ist, einen entsprechenden Preis zu bezahlen. Auch Watanuki verspricht sie, ihn von seiner Anziehungskraft für Geister und der Fähigkeit, sie zu sehen, zu befreien. Dafür muss er als „Mädchen für alles“ bei ihr im Geschäft arbeiten.
Watanuki tritt also in die Dienste Yukos und wird oft in übernatürliche Ereignisse verwickelt, die ihn teilweise in Lebensgefahr bringen. Unterstützt wird er dabei von seinem Schulkameraden Shizuka Domeki, der die Fähigkeit hat, Geister zu exorzieren, den Watanuki aber nicht ausstehen kann.

## Veröffentlichung
×××HOLiC erschien in Japan von 2003 bis 2011 in Fortsetzungskapiteln im Manga-Magazin Young Magazine des Kōdansha-Verlags, in dem auch CLAMPs früheres Werk Chobits erschien. Der Verlag fasste diese Fortsetzungskapitel auch regelmäßig in 19 Sammelbänden zusammen. Von August 2021 bis Mai 2022 erschien eine Version in Doppelbänden, die neun Bände umfasst.
Auf Deutsch erschien ×××HOLiC von November 2004 bis August 2011 vollständig bei Egmont Manga. Die Übersetzung stammt von Claudia Peter. Von März 2024 bis August 2025 veröffentlichte der Verlag auch die Neuauflage als new edition. Der Manga wird weiterhin unter anderem auch in den USA, Spanien, Portugal, Italien und Frankreich veröffentlicht.

## Adaptionen

### Anime
Auf Basis des Manga entstand der Kinofilm, ×××HOLiC, ein Sommernachtstraum (劇場版 ×××HOLiC 真夏ノ夜ノ夢, Gekijōban Horikku – Manatsu no Yoru no Yume), der im August 2005 veröffentlicht wurde. 2006 wurde von Production I.G unter der Regie von Tsutomu Mizushima eine 24-teilige Anime-Fernsehserie produziert. Das Charakterdesign entwarf Kazuchika Kise und die künstlerische Leitung hatte Hiromasa Ogura inne. Die Serie wurde vom 6. April bis 28. September 2006 durch TBS ausgestrahlt. Vom 3. April bis 26. Juni 2008 lief auf TBS die 2. Staffel ×××HOLiC: Kei (xxxHOLiC◆継). Am 18. Februar 2009 erschien die erste von zwei Teilen einer Original Video Animation mit dem Titel ×××HOLiC: Shunmuki (×××HOLiC 春夢記). Der zweite Teil folgte am 23. Juni 2009.
Der Kinofilm erschien in Deutschland zusammen mit dem Tsubasa-Kinofilm Tsubasa Chronicle – Die Prinzessin des Vogelkäfiglandes bei Anime Virtual auf DVD. Der Film wurde am 12. August 2008 auch auf Arte in synchronisierter Fassung ausgestrahlt.
In Deutschland, Österreich und der Schweiz erschien die 1. Staffel 2008 bei Anime-Virtual in drei DVD-Boxen mit je 2 DVDs. Die Serie wurde außerdem unter anderem ins Englische, Spanische, Französische und Chinesische übersetzt.

#### Synchronisation
| Rolle             | Japanischer Sprecher (Seiyū) | Deutscher Sprecher |
| ----------------- | ---------------------------- | ------------------ |
| Kimihiro Watanuki | Jun Fukuyama                 | Robin Kahnmeyer    |
| Yūko Ichihara     | Sayaka Ōhara                 | Katrin Zimmermann  |
| Shizuka Dōmeki    | Kazuya Nakai                 | Dennis Schmidt-Foß |
| Himawari Kunogi   | Shizuka Itō                  | Jill Schulz        |
| Mokona            | Mika Kikuchi                 | Rubina Kuraoka     |
| Moro              | Hisayo Mochizuki             | Anna Predleus      |
| Maru              | Kazuko Kojima                | Anne Helm          |

#### Musik
Die Musik der Serie stammt von S.E.N.S. Der Vorspanntitel ist 19sai von Shikao Suga und für die Abspanne verwendete man Reason von Fonogenico und Kagerō von BUCK-TICK. Die Folgen der zweiten Staffel werden mit Nobody Knows von Shikao Suga begonnen, das Abspannlied lieferte SEAMO feat. AYUSE KOZUE mit Honey Honey.

### Light Novel
Am 1. August 2006 wurde die Light Novel ×××HOLiC: Another Holic Landolt-kan Aerosol (×××HOLiC アナザーホリック ランドルト環エアロゾル, ×××HOLiC: Anazā horikku randoruto-kan earosoru), geschrieben von Ishin Nishio mit Illustrationen von CLAMP bei Kodansha veröffentlicht.

### Weitere
Weiterhin wurden 2006 zwei Hörspiele (Drama-CDs) veröffentlicht und 2007 ein Computerspiel für die PlayStation 2 namens ×××HOLiC – Watanuki no izayoi sōwa (×××HOLiC ～四月一日の十六夜草話～).

## Erfolg
Der 13. Band des Mangas verkaufte sich in Japan über 450 000 mal. Im April 2009 stand dieser Band auch auf Platz sechs der Liste der meistverkauften Mangas in den USA.

## Rezeption
Laut Christel Scheja von Splashcomics bietet der Manga eine düstere Handlung mit Überraschungen und Spannung. Der filigrane Zeichenstil der ernstgehaltenen Serie orientiere sich eher am Jugendstil. In einigen Bänden zeige die Serie aber auch heitere Szenen.
Die FUNime schreibt zum Anime von einfachen Animationen und Zeichnungen und den, nicht immer gelungenen, Versuch, den Stil des Mangas nachzuahmen. Auch Ton und Bild seien von eher niedriger Qualität. Die Serie lebe vor allem von ihrer interessanten, teils komischen, teils ernsten Handlung.